# Leila Zerrougui
Leila Zerrougui (Souk Ahras, 1956) es una jurista argelina, experta en derechos humanos y administración de justicia. Desde el 11 de febrero de 2018 es representante Especial del Secretario General para la Misión de la ONU en la República Democrática del Congo, MONUSCO. De septiembre de 2012 a mayo de 2017 fue representante especial del secretario general para la infancia y los conflictos armados. En este puesto ejerció como abogada independiente para crear conciencia y dar protagonismo a los derechos y la protección de los niños y niñas afectadas por el conflicto armado.

## Trayectoria
Se graduó en la Escuela Nacional de Administración (Argel) en 1980. Desde  1993 ocupó varios cargos académicos en las escuelas de derecho de Argelia y fue profesora asociada de la École Supérieure de la Magistrature (Argel). Ha realizado numerosas publicaciones sobre la administración de justicia y derechos humanos. Ejerció como jueza juvenil y jueza de primera instancia desde 1980 hasta 1986, y como jueza de apelaciones en Argel y Blida de 1986 a 1997. Desde 1998 hasta 2000, fue asesora jurídica del gabinete del Ministerio de Justicia y desde 2000 hasta 2008, asesora legal del gabinete del presidente de Argelia. También asumió varias responsabilidades en el gobierno argelino y fue miembro de la Comisión Nacional Argelina para la Reforma del Poder Judicial. Desde 2000 es consejera de la Corte Suprema.

### Carrera internacional
Simultáneamente, fue miembro del Grupo de Trabajo sobre la detención arbitraria del Consejo de Derechos Humanos de las Naciones Unidas desde 2001, y sirvió como Presidenta-Relatora del Grupo de Trabajo desde 2003 hasta mayo de 2008.

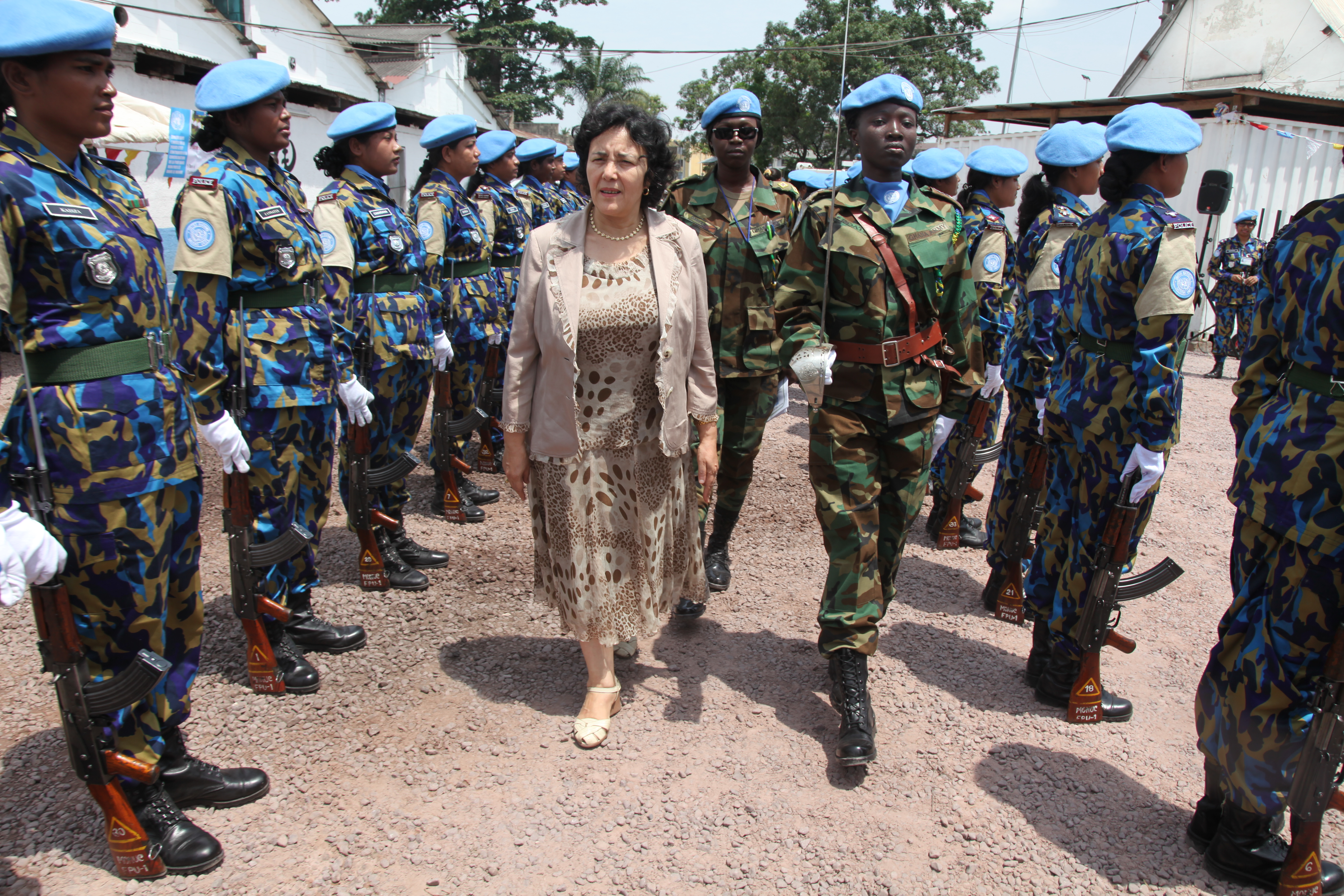
Kinshasa (2012)

Antes de su nombramiento como representante Especial en 2012, fue subdirectora especial del Secretario General y subdirectora de la Misión de Estabilización de las Naciones Unidas en la República Democrática del Congo (MONUSCO), donde, desde 2008, lideró los esfuerzos de la misión fortaleciendo el estado de derecho y la protección de la población civil. En 2013 fue sucedida por Abdallah Wafy.
En diciembre de 2017 regresó a la MONUSCO esta vez como máxima responsable. Fue nombrada Representante Especial al frente de la misión de mantenimiento de paz de las Naciones Unidas en el Congo, MONUSCO. sustituyendo a Maman Sidikou de Níger. Tomó posesión de su cargo en Kinsasa el 11 de febrero de 2018.
La MONUSCO tiene por misión el apoyo para la plena aplicación del Acuerdo de 31 de diciembre para la celebración de elecciones, convocadas para el 23 de diciembre de 2018, la transferencia pacífica del poder y la consolidación de la estabilidad en el DRC. En su calidad de Representante Especial del Secretario General de las Naciones Unidas, Leila Zerrougui es la representante más importante de las Naciones Unidas en el país y tiene autoridad general sobre las actividades de las Naciones Unidas en la República Democrática del Congo. En enero de 2021 se anunció que sería sustituida en el puesto al final del mandato por la guineana Bintou Keita.